# Maanam
Maanam – polski zespół rockowy powstały w Krakowie, działający w latach 1975–2008.

## Historia

### 1975–1979: Początki zespołu
Zalążek grupy Maanam stanowił niszowy duet gitarowy o nazwie „Sensacyjna Grupa Okazjonalna”, który w 1975 stworzyli Marek Jackowski i Milo Kurtis. Grali mistyczną, orientalną muzykę świata. Koncertowali głównie w klubach studenckich w Polsce, gościnnie występował z nimi Jan Burnat.
W lutym 1976 do zespołu dołączyła wokalistka Kora, żona Jackowskiego, która zadebiutowała z grupą na scenie w klubie „Aspirynka” w Poznaniu. Po odejściu w tym samym roku Kurtisa do zespołu Osjan jego miejsce zajął John Porter. Grupa przyjęła wtedy nazwę „Maanam Elektryczny Prysznic”, która miała symbolizować przejście na rockowe i punk rockowe brzmienie. Nazwa była rozwinięciem poprzedniej – „M-a-M” (od „M and M”), powstałej od pierwszych liter imion założycieli i zarejestrowanej w Polskim Stowarzyszeniu Jazzowym przez Teresę Hryniewicz, byłą menedżerkę zespołu Osjan. Zespół pod tą nazwą zarejestrował kilka utworów, m.in. „Derwisz”, „Iʼm Just a Singer”, „Jest taka pora”, „Chcę ci powiedzieć”, „Blues Kory”, „Brave Gun” i „Black Day Feeling”. Grali koncerty głównie po klubach akademickich i młodzieżowych domach kultury, a w 1978 wystąpili w widowisku telewizyjnym Pieśni miłości i nienawiści (reż. Tomasz Zygadło) zawierającym teksty Leonarda Cohena.
W 1979 z zespołu odszedł Porter, który założył własną grupę Porter Band. Nowymi członkami zespołu, odtąd występującego pod nazwą Maanam, zostali: gitarzysta Ryszard Olesiński, basista Krzysztof Olesiński oraz perkusista Andrzej Mrowiec, którego miejsce następnie zajął Ryszard Kupidura. Odtąd kompozytorem repertuaru zespołu był Marek Jackowski, a teksty piosenek pisała Kora. W nowym składzie Maanam zadebiutował na Muzycznym Campingu w Lubaniu. Jackowscy we wrześniu 1979 nagrali cztery piosenki z muzykami zespołu Dżamble: „Hamlet”, „Oprócz błękitnego nieba” (jedyny utwór Maanamu śpiewany przez Jackowskiego), „Chcę ci powiedzieć” i „Czemu więc uciekasz”. Nagrania Maanamu zdobyły uznanie dziennikarki muzycznej Teresy Kowińskiej, która zaczęła je emitować w Programie Trzecim Polskiego Radia; „Hamlet” stał się radiowym przebojem.

### 1980–1983: Przełom
Na początku 1980 Maanam nagrał singiel z piosenkami „Boskie Buenos” i „Żądza pieniądza”. Latem wystąpił na I Ogólnopolskim Przeglądzie Muzyki Młodej Generacji w Jarocinie, a następnie na 18. Krajowym Festiwalu Piosenki Polskiej w Opolu, gdzie w konkursie „Premier” otrzymał wyróżnienie za utwór „Boskie Buenos”, a w koncercie laureatów wykonał także piosenkę „Żądza pieniądza” oraz bisował z „Boskim Buenos”. Zespół dzięki udziałowi na festiwalu w Opolu stał się powszechnie znany i zyskał ogromne rzesze fanów, a sam występ uznawany jest za prekursora rozkwitu polskiej muzyki rockowej w latach 80. Obie zagrane na festiwalu piosenki stały się od razu przebojami i zostały wydane na singlu.
Od 25 sierpnia do 10 września 1980 Maanam, przy wsparciu Przedsiębiorstwa Nagrań Wideo-Fonicznych „Wifon”, nagrywał w studiu Polskiego Radia w Lublinie materiał na pierwszą płytę. Nowym perkusistą na miejsce Kupidury został Paweł Markowski, a gościnnie w nagraniach uczestniczył jazzowy saksofonista Zbigniew Namysłowski. Wkrótce sukces odniosły kolejne utwory zespołu: „Szare miraże” (wykonany na 19. KFPP w Opolu) i „Stoję, stoję, czuję się świetnie”, które zostały wydane na singlu. W październiku tego samego roku Maanam został zaproszony na plan filmu Krzysztofa Rogulskiego Wielka majówka (1981), na którego ścieżce dźwiękowej znalazło się kilku utworów zespołu, m.in. ballada „Ta noc do innych jest niepodobna” wydana na kolejnym singlu grupy, ale także piosenki: „Moja miłość jest szalona”, „Stoję, czuję się świetnie”, „Och, ten Hollywood”, „Tango Domy Centrum” i „Oddech szczura”. W corocznym rankingu czasopisma „Non Stop” Maanam zajął pierwsze miejsce w kategorii talentów rokujących największe nadzieje.
W 1981 zespół wydał swój pierwszy album, zatytułowany po prostu Maanam. Choć wydawnictwo było krytykowane przez recenzentów, niemal każdy utwór z płyty stał się przebojem, a sam krążek trafił do klasyki polskiego rocka oraz osiągnął sukces sprzedażowy – w dniu premiery rozszedł się w nakładzie 50 tys. egzemplarzy, a łącznie sprzedano go w liczbie 130 tys. sztuk. W tym samym roku ukazał się ostatni singiel promujący płytę, z przebojami „Oddech szczura” i „Karuzela marzeń”, a także niepochodzący z albumu singiel „Cykady na Cykladach”, który stał się kolejnym przebojem Maanamu. Przez cały 1981 zespół zagrał rekordową liczbę ponad 500 koncertów w największych halach, przy czym w warszawskiej Sali Kongresowej wystąpił nawet trzy razy jednego dnia.
W styczniu 1982 Maanam nagrywał materiał na kolejny album, tym razem w Teatrze STU w Krakowie. Na miejsce Krzysztofa Olesińskiego przyjęty został nowy basista, Bogdan Kowalewski, a w sesji nagraniowej gościnnie wziął udział kolejny jazzman, trębacz Tomasz Stańko. Członkowie zespołu nagrali też minirecital telewizyjny, który jednak ocenili krytycznie i nie byli z niego zadowoleni. Jeszcze przed wydaniem drugiej płyty wyruszyli w pierwszą zagraniczną trasę koncertową, w której ramach wystąpili w Holandii, RFN i Francji (koncert w paryskim klubie „Les Bains Douches” był transmitowany przez tamtejsze radio). O ich występach pisało m.in. niemiecki tygodnik „Stern”, oni sami zyskali fanklub w RFN. W listopadzie 1982 wydali album pt. O!, którym powtórzył sukces debiutanckiej płyty. Przeżywali wówczas apogeum sławy, o czym świadczyło m.in. zamówienie ponad miliona sztuk płyty, jednak z powodów technicznych możliwe było wytłoczenie 300 tys. kopii. Także na tym albumie niemal każde nagranie uzyskało status przeboju, m.in. „O! nie rób tyle hałasu”, „Parada słoni i róża” czy „Nie poganiaj mnie, bo tracę oddech”. Przez cały 1982 rok grupa dała ponad 400 halowych koncertów.
W 1983 muzycy wydali singla z utrzymaną w konwencji reggae balladą „Kocham cię, kochanie moje” (napisaną przez Korę z myślą o Sipowiczu), która stała się jednym z największych przebojów roku.

### 1983–1985: Zagraniczne podboje

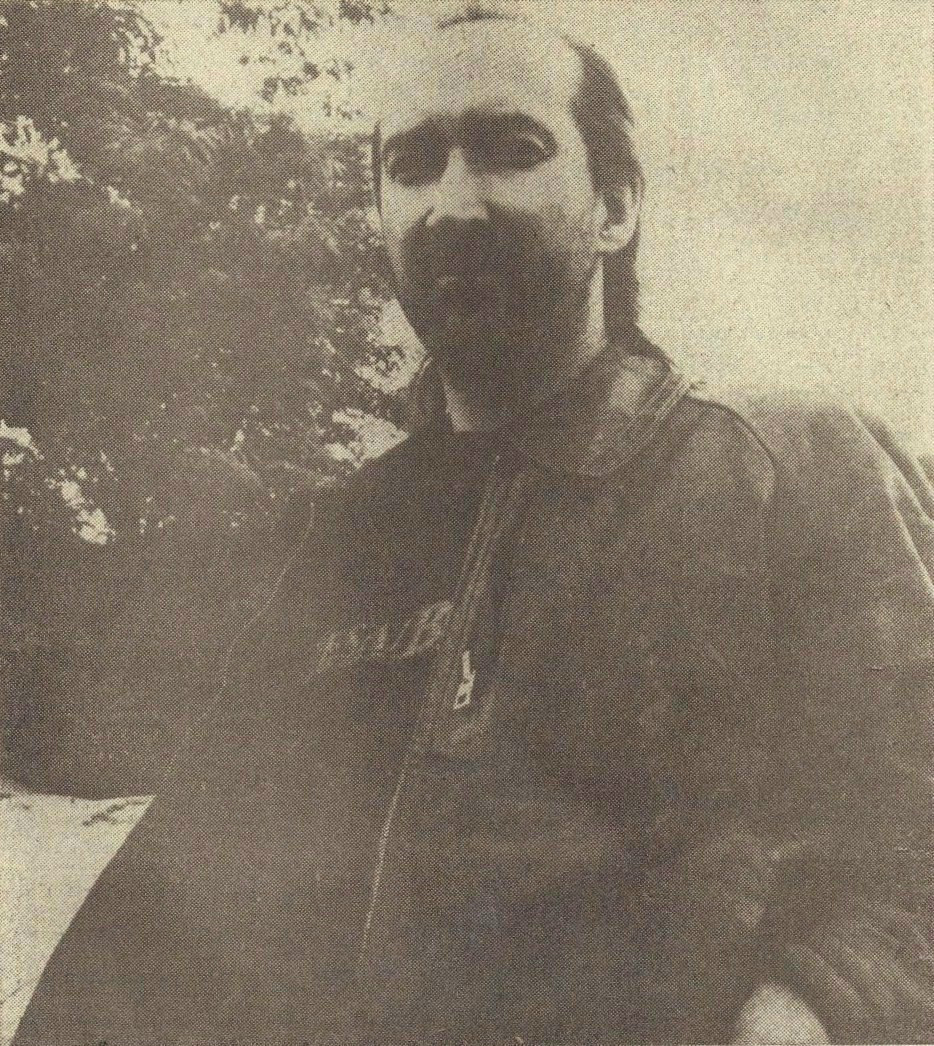
Marek Jackowski

Pod koniec 1982 podpisali kontrakt z prywatną wytwórnią fonograficzną Rogot, dzięki której mogli wypromować się na rynkach zachodnich. Swój trzeci album, Nocny patrol, nagrali – w maju i w czerwcu – w dwóch wersjach językowych. Płytę zapowiadali utworem „Miłość jest jak opium”. W listopadzie anglojęzyczny album pt. Night Patrol trafił do sprzedaży w Niemczech oraz krajach Beneluksu i Skandynawii, a tego samego dnia w Polsce ukazała się polska wersja płyty. Album został uznany przez krytykę za kolejne wybitne dzieło Maanamu. Dzięki pochodzącym z płyty utworom „Raz dwa, raz dwa”, „To tylko tango”, „Krakowski spleen” czy „Jestem kobietą” podbili listy przebojów. Klimat płyty oddawał niepokojącą atmosferę stanu wojennego w Polsce. W tym samym roku zespół wziął udział w filmie muzycznym Czuję się świetnie, a rok później premiere miała kaseta magnetofonowa z utworami z tego filmu pod tym samym tytułem.
Dzięki wsparciu firmy Rogot mogli wypromować się również w Związku Radzieckim. Mieli wystąpić na zlocie Komunistycznej Młodzieży z Polski i ZSRR w Pałacu Kultury, jednak Kora odmówiła występu, co wywołało skandal na skalę krajową i zakończyło się zakazaniem przez ówczesne władze prezentowania grupy w mediach. Maanam pozostawał wówczas na Liście przebojów Programu Trzeciego Polskiego Radia, jednak ze względu na wprowadzony zakaz, w miejsce jego notowanych tam utworów grano jedynie powtórzone dźwięki perkusji z utworu „To tylko tango”. Po trzech miesiącach zakaz został zniesiony pod naciskiem próśb fanów. Maanam zagrał z powodzeniem wiele koncertów zagranicznych, m.in. na festiwalu w Roskilde oraz w klubach: Bain Douches we Francji, Quartier Latin i Quasimodo w Berlinie i Fabrik w Hamburgu, a także w klubach w Bazylei i Zurychu. W październiku 1983 wydali koncertowy album pt. Totalski No Problemski, zawierający głównie anglojęzyczne wersje największych hitów ze wszystkich trzech płyt zespołu. Wysoka frekwencja na zagranicznych koncertach nie szła jednak w parze ze sprzedażą płyt.

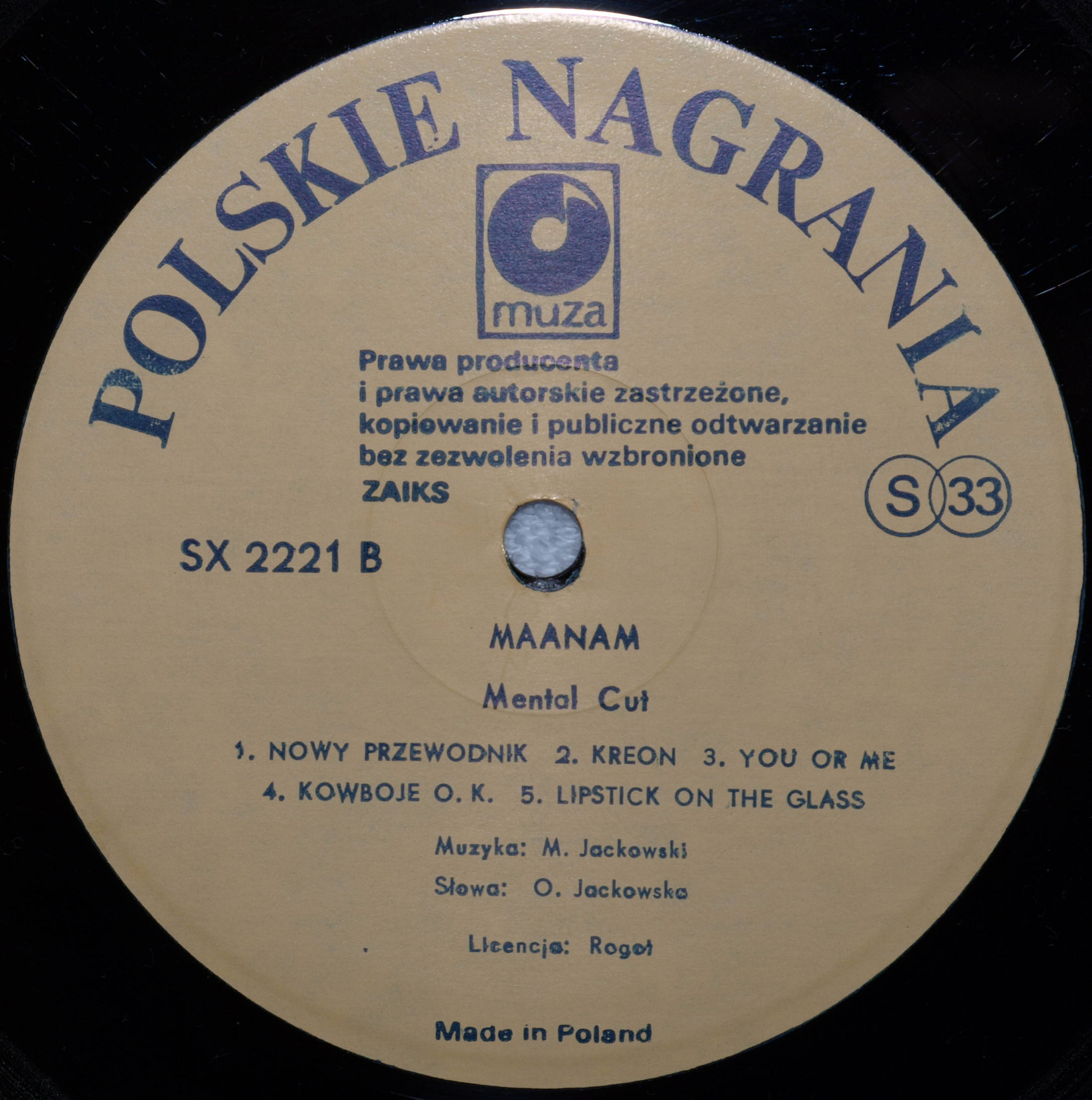
Mental Cut (1985), strona B

W tym samym roku Maanam przystąpił do nagrywania kolejnej płyty, Mental Cut, którą stworzyli w dwóch wersjach językowych. Album promowali przebojami: „Simple story”, „Lucciola”, „Lipstick on the Glass” i „Kreon”. Polska wersja ukazała się najpierw na kasecie w grudniu 1984 (w lutym 1985 na winylu), a w styczniu 1985 premierę miała wersja anglojęzyczna pt. Wet Cat. Materiał przeznaczony na rynek zachodni został jednak wyprodukowany na nowo, ponieważ postanowiono nadać muzyce Maanamu bardziej wygładzone, komercyjne brzmienie. Zespół wówczas przygotował też premierowe utwory, na czele z hitem „Salamander”. Mimo nieustających sukcesów koncertowych zespół wciąż nie mógł jednak odnieść sukcesu komercyjnego poza Polską.
W tym okresie muzycy towarzyszący Korze mieli coraz poważniejsze problemy z alkoholizmem, a sama wokalistka w 1984 rozwiodła się z Jackowskim i kontynuowała związek ze współpracującym głównie przy organizacji koncertów jej zespołu Kamilem Sipowiczem. Kora i Jackowski mimo rozwodu kontynuowali współpracę w Maanamie i nadal tworzyli twórczy tandem.
W 1985 Maanam wydał, nakładem zaczynającej działalność w Polsce firmy ITI Video Service, pierwszy na polskim rynku album video pt. „Obiad z Maanamem”, na którym znalazły się filmy muzyczne, będące zbiorem teledysków do obu anglojęzycznych płyt grupy, nietypowo połączone z programem kulinarnym. Także w 1985 na rynek trafiła pierwsza książka na temat Maanamu, autorstwa dziennikarza Wiesława Królikowskiego, wydana w cyklu „Idole”. Sam zespół wystąpił m.in. na festiwalu rockowym w Turku. W tym samym roku z inicjatywy Kory z zespołu został wyrzucony perkusista Paweł Markowski, który miał mieć problemy z uzależnieniem od alkoholu.

### 1986–1991: Rozpad zespołu

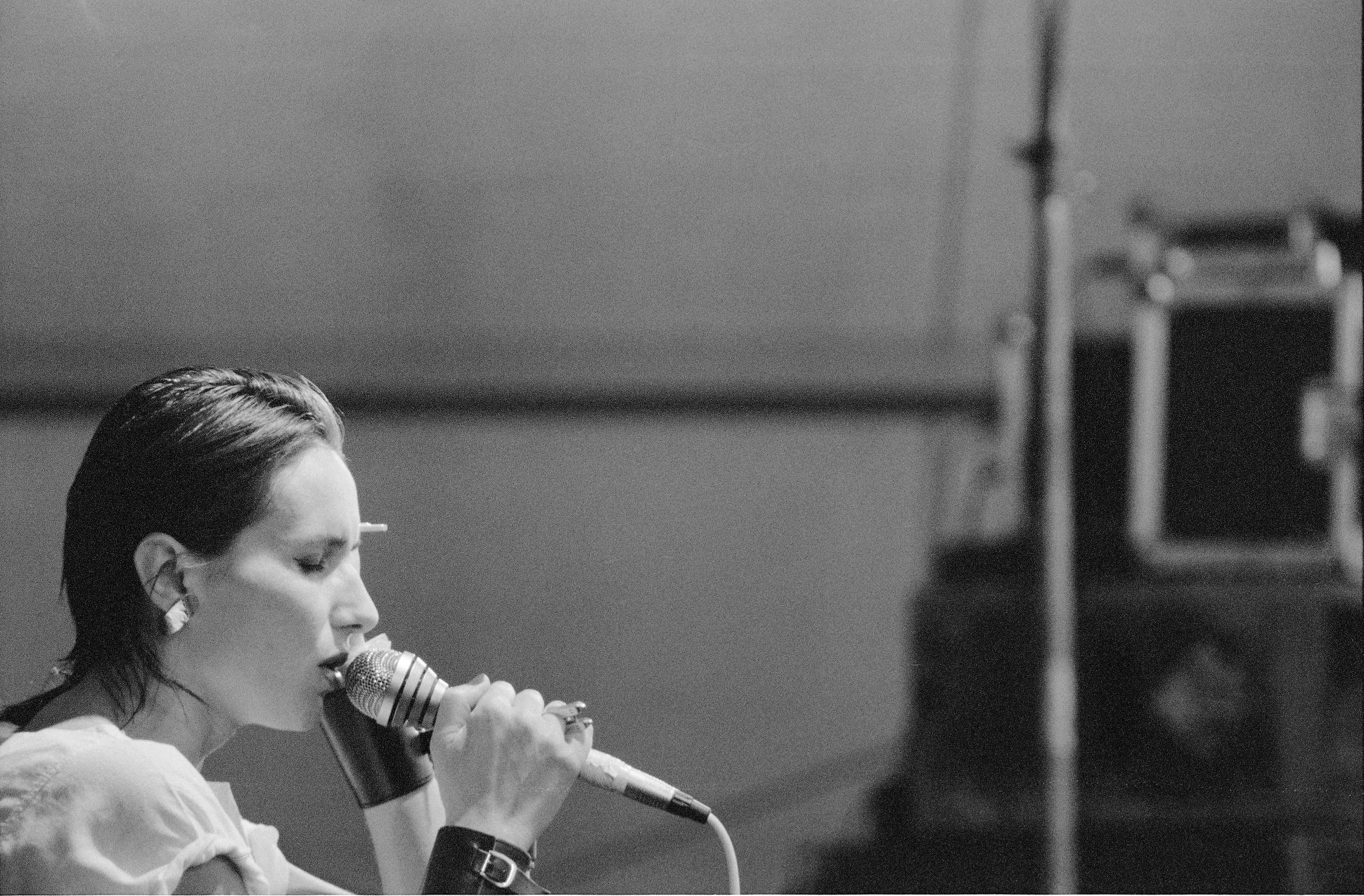
Maanam w Karlsruhe w 1985.

10 stycznia 1986 Maanam zagrał koncert w Sali Kongresowej w Warszawie, a dochód ze sprzedaży biletów przekazał na rzecz fundusz budowy ośrodka rehabilitacyjno-leczniczego dla niewidomych dzieci. Podczas koncertu muzyków wsparł perkusista Jarosław Szlagowski. Po koncercie Kora ogłosiła zawieszenie działalności Maanamu z powodu zmęczenia kilkoma latami intensywnych tras koncertowych. W tym samym roku muzycy wydali singiel z przebojami „Jesteśmy ze stali” i „Ty – nie ty”. Zakończyli także współpracę z wytwórnią Rogot, która w listopadzie, bez zgody zespołu, wydała koncertowy album pt. Live, o kiepskiej jakości dźwięku. W grudniu na rynek trafiła składanka największych przebojów Maanamu pt. The Best of..., uwzględniająca hity ze wszystkich płyt grupy.
W 1987 Kora i Jackowski, spełniając wcześniejsze zobowiązania, rozpoczęli nagrywanie kolejnej płyty, ale z nowymi muzykami: basistą Marcinem Ciempielem, perkusistą Krzysztofem Dominikiem, klawiszowcem Kostkiem Joriadisem, gitarzystą Neilem Blackiem, perkusjonalistą Markiem Wilczyńskim. Płytę zapowiadali singlami: „Bądź taka, nie bądź taka” (nagranym ze Stanisławem Sojką) i tytułowym „Sie ściemnia”, do którego animowany teledysk był pierwszym polskojęzycznym klipem wyemitowanym w stacji muzycznej MTV. Maanam odbył kolejną trasę koncertową, grając w klubach w Wielkiej Brytanii i Niemczech. Album pt. Sie ściemnia na rynek trafił dopiero w 1989, w czasie największych zawirowań ekonomicznych związanych z transformacją systemową w Polsce. Z tego powodu mimo wypromowania w radiu większości utworów nie odniósł on sukcesu komercyjnego i uzyskał mieszane recenzje. W tym samym roku Paweł Markowski wydał książkę autobiograficzną pt. „Pamiętnik perkusisty z Maanamu”, w której opisał swoją pracę w zespole.

### 1991–1997: Powrót
W 1990 Kora i Marek Jackowski wyruszyli w trasę koncertową po klubach polonijnych w Stanach Zjednoczonych, gdzie grali z nimi basista Leszek Biolik i perkusista Marek Czapelski. W 1991 roku Kamil Sipowicz założył firmę fonograficzną Kamiling Co, która zajmowała się wydawaniem albumów Maanamu oraz promocją i organizacją koncertów zespołu. Komercyjny sukces trasy oraz wyjście wcześniejszych członków grupy z nałogu alkoholowego doprowadziły do reaktywowania Maanamu w 1991 w oryginalnym składzie: Kora, Jackowski, Markowski, Olesiński i Kowalewski. Na rynku pojawiły się najpierw liczne składanki największych przebojów zespołu z lat 80.; w marcu i maju dwie części The Best Of Kora & Maanam, w sierpniu zbiór niepublikowanych w większości na płytach singlowych hitów The Singles Collection, a we wrześniu jeszcze kaseta Nie bój się... '91. Pod tym samym hasłem została również ogłoszona nowa trasa zespołu, jednak nie spotkała się ona z zainteresowaniem słuchaczy. W listopadzie 1991 muzycy powrócili na rynek z płytą pt. Derwisz i anioł, na której umieścili m.in. single: „Anioł” i „Wyjątkowo zimny maj”. Album zebrał chłodne recenzje, ale osiągnął sukces komercyjny, rozchodząc się w nakładzie ponad 120 tys. egzemplarzy. W tym samym miesiącu zespół wyruszył w trasę koncertową.
W styczniu 1992 wypadkowi drogowemu uległ Bogdan Kowalewski, którego miejsce wkrótce zajął Krzysztof Olesiński. Maanam w odświeżonym składzie wystąpił w programie telewizyjnym Wracamy. Spotkanie z zespołem Maanam. Znów intensywnie koncertował w Polsce oraz dał kilka koncertów dla Polonii w Stanach Zjednoczonych i Australii, co upamiętnił koncertowy album Maanamaania z kwietnia 1993. Trzy miesiące później do sprzedaży trafiła składanka Maanamu pt. Ballady, która w październiku 1995 doczekała się reedycji z odświeżoną listą utworów. Kompilacja rozeszła się w łącznym nakładzie ponad 50 tys. kopii.
W 1994 muzycy wydali balladowo-rockowy album pt. Róża, który promowali przebojami: „Bez ciebie umieram”, „Zapatrzenie”, „Róża” i „Słońce jest okiem Boga”. Stworzyli też animowany wideoklip do piosenki „Wieje piaskiem od strony wojny”, który był drugim w karierze Maanamu teledyskiem pokazanym przez stację MTV Europe. Za Różę otrzymali przychylne recenzje od krytyków oraz uzyskali certyfikat platynowej płyty za sprzedaż albumu w oficjalnym nakładzie ponad 300 tys. sztuk, największym w ich karierze. W ramach promocji płyty zagrali trzyczęściową trasę koncertową po największych halach Polski, która trwała od 26 października do 11 grudnia, oraz wystąpili dla Polonii w Australii.
W listopadzie 1995 wydali EPkę pt. Kolekcjoner, którą promowali hitem „Twist” oraz sprzedali w nakładzie ponad 50 tys. egzemplarzy. We wrześniu 1996 wydali kolejny album utrzymany w balladowo-rockowej stylistyce pt. Łóżko, za który już w dniu premiery uzyskali status złotej płyty, sprzedając go tego dnia w nakładzie 127 tys. egzemplarzy. Pochodzący z tego albumu singiel „Po to jesteś na świecie” stał się ich kolejnym przebojem. Za album zyskali przychylne recenzje krytyków. Płytę promowali darmową plenerową trasą koncertową z Radiem Zet, która odbyła się pod szyldem „Wielka Majówka Radia Zet”; była to wówczas najdroższa trasa w historii polskiego show-biznesu – jej budżet wyniósł kilka milionów dolarów, a koncerty obejrzało ponad pół miliona widzów. Również w 1996 Kamil Sipowicz opatentował na swoje nazwisko nazwę „Maanam” w Urzędzie Patentowym Rzeczypospolitej Polskiej (numer prawa wyłącznego: 119506). W 1997 muzycy wyruszyli w biletowaną trasę koncertową po największych halach w Polsce, po czym odbył drugą część „Wielkiej Majówki Radia Zet”. W październiku wydali składankę największych rockowych przebojów pt. Rockandrolle, którą promowali hitem „Smycz” i którą sprzedali w nakładzie ponad 50 tys. sztuk. Zaraz później wyruszyli na koncerty dla Polonii w USA i Kanadzie.

### 1998–2008: Finałowa dekada
W 1998 Maanam powrócił do stylistyki rockowej i we wrześniu wydał album Klucz, na którym nie zabrakło jednak piosenek lirycznych. Płytę promował utwór „Puerto Rico”, ale największy sukces odniosła ballada „Miłość od pierwszego spojrzenia”, skomponowana przez Korę – w teledysku do piosenki wykorzystano fragmenty filmu Jana Hryniaka Przystań. Mimo pozytywnych recenzji, album osiągnął znacznie niższe wyniki sprzedaży od poprzednich płyt, przekraczając sprzedaż w nakładzie zaledwie 40 tys. egzemplarzy. W marcu 2000 na rynek trafiła kompilacja przebojów Maanamu pt. Złota kolekcja. Kocham cię kochanie moje, która także rozeszła się w nakładzie ponad 40 tys. sztuk. W następnym miesiącu zespół zagrał w Sali Kongresowej w Warszawie dwa koncerty z okazji 25-lecia istnienia zespołu; występ był transmitowany przez TVP2 i Radio Zet, a zapis koncertu ukazał się na pierwszej płycie DVD zespołu wraz z filmem Epoka Maanamu ukazującym historię grupy.
Muzycy w tym okresie pracowali również nad materiałem na kolejny album. Krążek mieli wydać jesienią 2000, jednak przyczyną opóźnienia jego wydania były – według Kory – wybory prezydenckie i igrzyska olimpijskie, które odbywały się w tym czasie. Album pt. Hotel Nirwana wydali dopiero w marcu 2001 i dotarli z nim do drugiego miejsca na liście OLiS. Na płycie zaprezentowali nowe oblicze – po raz pierwszy zastosowali komputery, loopy i sample. Kora w warstwie lirycznej obok własnych tekstów sięgnęła do poezji Mirona Białoszewskiego, Edwarda Estlina Cummingsa i Kamila Sipowicza. Muzycy promowali album utworami „Piekło i niebo” oraz „Chińskie morze”, ale największym powodzeniem cieszył się singiel „Wolno wolno płyną łodzie”. Mimo pozytywnych recenzji płyta poniosła komercyjną klęskę, przekraczając sprzedaż zaledwie 10 tys. egzemplarzy. Między koncertami w Polsce Maanam w grudniu dał koncert w bazie wojskowej w Doboju dla żołnierzy Nordycko-Polskiej Grupy Bojowej SFOR.
Spadające wyniki sprzedaży płyt, monopol Kory i Jackowskiego na komponowanie piosenek (oboje odmawiali też wpisywania innych autorów podczas rejestrowania utworów w ZAiKS-u), konflikt muzyków z menedżerem Maanamu (Kamilem Sipowiczem) oraz spadająca liczba granych koncertów doprowadziły do coraz częstszych tarć w zespole. We wrześniu 2003 Maanam opuścili Krzysztof i Ryszard Olesińscy oraz Paweł Markowski. Na ich miejsce do składu dołączyli: gitarzysta Janusz „Yanina” Iwański, basista Bogdan Wawrzynowicz i perkusista José Manuel Albán Juárez, a także klawiszowiec Cezary Kaźmierczak, który współpracował z zespołem przy pracy nad płytą pt. Hotel Nirwana. W nowym składzie zespół nagrał album pt. Znaki szczególne, który ukazał się w marcu 2004 i dotarł do pierwszego miejsca na liście OLiS. Płytą muzycy powrócili do swoich rockowych korzeni, zebrali też za nią pozytywne recenzje. Największy sukces odniosły single: „Kraków – Ocean wolnego czasu”, „Do kogo biegłam” i „To mi się śni”. Zmiana składu i powrót do klasycznego brzmienia nie pomogła w odzyskaniu komercyjnego sukcesu – płyta powtórzyła balansujący na granicy opłacalności wynik poprzedniej, przekraczając sprzedaż 10 tys. sztuk. W międzyczasie grupa wydała dwie płyty DVD ze wszystkimi swoimi teledyskami i najciekawszymi występami: Złote DVD, vol. 1 i Złote DVD, vol. 2. Zagrała także wiele koncertów zamkniętych, m.in. dla zamożnych klientów, korporacji i bogatych firm, ale też na spotkaniach partii politycznych (np. SLD).
W 2005 Maanam otrzymał Grand Prix za całokształt twórczości na 42. KFPP w Opolu, na którym – w koncercie największych przebojów 80-lecia Polskiego Radia – muzycy zespołu zagrali własne hity i cover utworu Ewy Demarczyk „Karuzela z madonnami”, który później wydali na singlu. Równolegle na rynek trafił box Simple Story z kompletną dyskografią zespołu. W tym samym roku muzycy, bez Jackowskiego, zagrali koncerty w USA. Poza tym wydali utwór „Tu jest mój dom”, który w lutym 2006 trafił na drugą część kompilacji największych przebojów grupy pt. Złota kolekcja. Raz-dwa, raz-dwa. Ostatnią piosenkę, „Głęboko w sercu”, zespół zaprezentował w 2006 w konkursie premier na 43. KFPP w Opolu.
W listopadzie 2007 Marek Jackowski podczas występu w studiu S3 Telewizji Polskiej w Łęgu w Krakowie uległ wypadkowi, w którego wyniku doznał złamań stopy i żeber, co uniemożliwiło mu występy na cztery miesiące. Aby wywiązać się z zobowiązań, Maanam od 2008 koncertował bez Jackowskiego, zastępując go gitarzystą Mateuszem Waśkiewiczem. Jackowski ostatecznie został odsunięty przez Korę ze składu zespołu, w związku z czym pod koniec września 2008 zdecydował o rozwiązaniu Maanamu. 1 grudnia 2008 wraz z Korą wydali oświadczenie, w którym poinformowali o zawieszeniu działalności zespołu na czas nieokreślony wraz z końcem roku. Odtąd duet występował osobno – Jackowski założył z Januszem Iwańskim zespół The Goodboys, z którym wydał jeden album (The Goodboys, 2010), a Kora skompletowała własny skład (początkowo z udziałem pozostałych muzyków Maanamu) i zaczęła działać pod dotychczasowym pseudonimem.

### Dziedzictwo

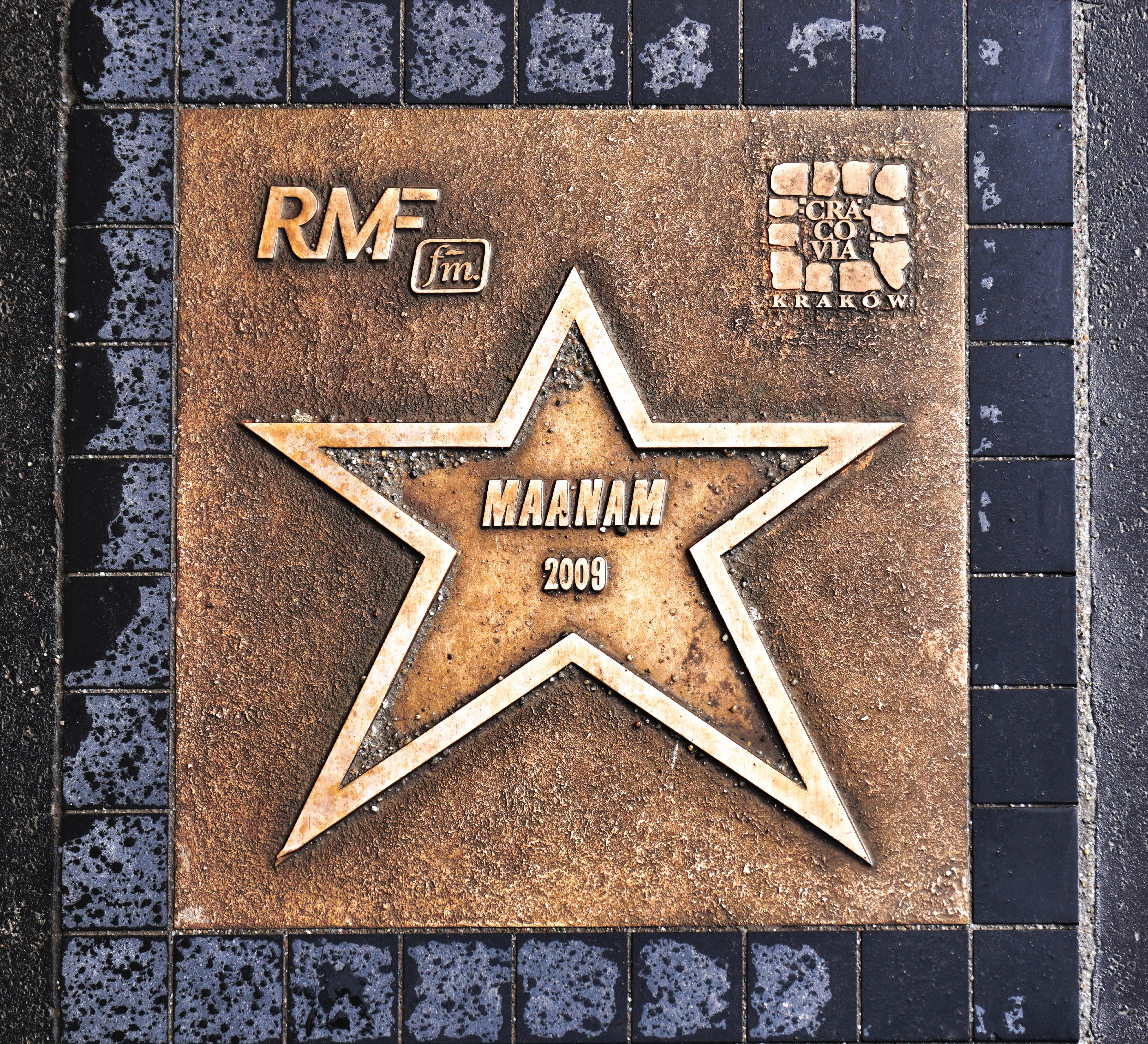
Gwiazda Maanamu na Alei Gwiazd w Krakowie

W marcu 2011 z okazji 35. rocznicy debiutu Kory w Maanamie koncern EMI wydał zremasterowane reedycje wszystkich studyjnych albumów zespołu oraz solowych Kory. Kolekcję uzupełniła premierowa kompilacja ostatnich prac grupy przed zakończeniem działalności, The Rest Of Maanam, stanowiąca suplement do boxu Simple Story. W październiku EMI wypuścił na rynek reedycje obu zagranicznych studyjnych albumów grupy oraz jej czterech składanek: The Singles Collection, Rockandrolle oraz uzupełnione o kolejne przeboje z ostatnich płyt The Best Of... 2011 (oryginalnie pierwsza winylowa składanka The Best Of...) i Ballady.
Marek Jackowski planował reaktywację Maanamu w jego najsłynniejszym składzie, ale plany te przerwała jego nagła śmierć z powodu zawału serca 18 maja 2013. W tym samym roku muzycy tego najdłużej działającego składu zespołu: Ryszard Olesiński, Bogdan Kowalewski i Paweł Markowski, zgodnie z wolą Jackowskiego podjęli decyzję o reaktywacji zespołu, ale wobec odmowy Kory, z wybraną przez niego nową wokalistką Karoliną Leszko-Tyszyńską, uczestniczką programu „Szansa na sukces”, pod nazwą Złoty Maanam. Kora sprzeciwiła się działalności grupy z użyciem nazwy Maanam. Ostatecznie z planowanego składu towarzyszącego Leszko-Tyszyńskiej pozostał jedynie Olesiński, który z nowymi muzykami, w tym z ostatnim basistą Maanamu – Wawrzynowiczem, w listopadzie 2014 założył zespół Karolina i Amanci, z którym wydał jeden singiel. Złoty Maanam oprócz utworów dawnego Maanamu na koncertach miał także swoje własne utwory takie jak: „Gdy nadciąga burza” czy „Miasto miłości”, w którym wykorzystano głos Marka Jackowskiego.
Akademia Fonograficzna uhonorowała Marka Jackowskiego i Korę Złotymi Fryderykami za całokształt twórczości. Jackowskiego nagrodzono podczas gali 24 kwietnia 2014, a Korę dwa lata później, 20 kwietnia 2016.
W październiku 2015, z okazji 40. rocznicy powstania Maanamu, koncern Warner wydał dwupłytową kolekcję czterdziestu na nowo zremasterowanych przebojów zespołu, Miłość jest cudowna: 1975–2015. W maju 2016 odbyła się kinowa premiera filmu dokumentalnego opowiadającego historię zespołu Maanam być pięknie.
Pod koniec 2018 roku wokalistka Złotego Maanamu Karolina Leszko-Tyszyńska rozpoczęła swoją solową karierę przy współudziale zespołu Czarne Gitary, wydając z początkiem 2019 roku singiel z dwoma utworami. Na początku 2019, w związku z porozumieniem Kamila Sipowicza z muzykami Złotego Maanamu, powołano do życia nowy projekt pod nazwą exMaanam. Nową wokalistką została Karolina Gibki, która jest również aktorką. Po kilku miesiącach Gibki zrezygnowała ze współpracy z zespołem, a jej miejsce zajęła Aga Bieńkowska, następnie na krótko powróciła Karolina Leszko-Tyszyńska. 5 lipca 2020 ukazała się pierwsza premierowa kompozycja pod szyldem exMaanam „Koniec i początek”. Od tego momentu zespół występował w składzie: Aga Bieńkowska (wokal), Ryszard Olesiński (gitara), Paweł Markowski (perkusja), Waldemar Dąże (gitara) i Tomasz Kupiec (gitara basowa). 1 lutego 2024 Ryszard Olesiński na profilu grupy poinformował, że ponownie wokalistką grupy została Karolina Leszko-Tyszyńska.

## Skład

### Maanam
- Kora – śpiew, teksty (1976–2008)
- Marek Jackowski – gitara, kompozycje (1975–2008)
- Milo Kurtis – gitara (1975–1976)
- John Porter – gitara (1976–1979)
- Andrzej Mrowiec – perkusja
- Ryszard Olesiński – gitara (1979–1986, 1991–2003)
- Krzysztof Olesiński – gitara basowa (1979–1980, 1992–2003)
- Ryszard Kupidura – perkusja (1979–1980)
- Bogdan Kowalewski – gitara basowa (1980–1986, 1991–1992)
- Paweł Markowski – perkusja (1980–1985, 1991–2003)
- Jarosław Szlagowski – perkusja (1985–1986)
- Marcin Ciempiel – gitara basowa (1986–1991)
- Kostek Joriadis – instrumenty klawiszowe (1986–1991)
- Krzysztof Dominik – perkusja (1986–1991)
- Janusz Iwański – gitara (2003–2008)
- Bogdan Wawrzynowicz – gitara basowa (2003–2008)
- Cezary Kaźmierczak – instrumenty klawiszowe (2003–2008)
- José Manuel Alban Juarez – perkusja (2003–2008)

Gościnnie:
- Zbigniew Namysłowski – saksofon (1981)
- Tomasz Stańko – trąbka (1982)
- Stanisław Sojka – śpiew (1987)

### Złoty Maanam
- Karolina Leszko-Tyszyńska – śpiew
- Ryszard Olesiński – gitara
- Paweł Markowski – perkusja
- Krzysztof Zawadka – gitara
- Bogdan Wawrzynowicz – gitara basowa

### Exmaanam
- Karolina Leszko-Tyszyńska – śpiew (2021–2022, od 2024)
- Edmund Stasiak - gitara (od. 2025)
- Paweł Markowski – perkusja
- Waldemar Dąże – gitara
- Tomasz Kupiec – gitara basowa (od 2021)
- Karolina Gibki – śpiew (2019)
- Agnieszka Bieńkowska – śpiew (2019–2020, 2022–2024)
- Ryszard Olesiński - gitara (2019-2025)

## Dyskografia

### Albumy studyjne
- Maanam (1981), Wifon
- O! (1982), Pronit
- Nocny patrol (1983), Jako/Polton
- Mental Cut (1984), Jako/Polskie Nagrania
- Sie ściemnia (1989), Pronit
- Derwisz i anioł (1991), Kamiling Co./Arston
- Róża (1994), Kamiling Co./Pomaton
- Łóżko (1996), Pomaton EMI
- Klucz (1998), Pomaton EMI
- Hotel Nirwana (2001), Pomaton EMI
- Znaki szczególne (2004), Pomaton EMI

## Filmografia
Filmy z udziałem zespołu Maanam
- Wielka majówka (1981) – film fabularny, reż. Krzysztof Rogulski
- Noc poślubna w biały dzień (1982) – film fabularny, reż. Jerzy Gruza
- Czuję się świetnie (1983) – film muzyczny, reż. Waldemar Szarek
- Wracamy. Spotkanie z zespołem Maanam (1991) – film dokumentalny, reż. Małgorzata Ambroziewicz, Roman Rogowiecki
- To jest Rockandroll (1998) – film dokumentalny, reż. Agata Młynarska
- Maanam być pięknie (2016) – film dokumentalny, reż. Wojciech Mosiejczuk